# Gustave Dubar
Pour les articles homonymes, voir Dubar.
Gustave Dubar, né le 12 juillet 1848 à Lille et mort le 11 février 1921 à Paris, est un journaliste français.

## Biographie
Né le 12 juillet 1848 au no 7 de la place aux Oignons, à Lille, Louis-Léon Dubar, dit Gustave Dubar, est le fils de Clotilde-Palmyre Dubar, née Hornez, et de Louis-Désiré Dubar, employé au chemin de fer. Il est le frère aîné du chirurgien Louis-Eugène Émile Dubar (1851-1928).
Après avoir été élève du Lycée de sa ville natale, Gustave Dubar a poursuivi ses études au collège Sainte-Barbe à Paris.
Entré très jeune à L’Écho du Nord, il en est devenu le directeur, aux côtés d'Hippolyte Verly jusqu'en 1891, puis seul. Très influent dans la presse comme la politique, il a présidé l'Association de la presse républicaine départementale.
En tant que journaliste, Dubar s'était spécialisé dans les questions économiques, agricoles et industrielles. Reconnu dans ces domaines, il a été amené à participer aux travaux de plusieurs organisations et sociétés locales, et, à l'échelle nationale, de plusieurs comités consultatifs.
Il a notamment été l'un des fondateurs de la Société des Agriculteurs du Nord, dont il est devenu président en 1890. Également membre du Conseil supérieur de l'agriculture, il a milité avec succès pour l'instauration, en 1892, de tarifs douaniers protectionnistes.
En 1915, pendant la Première Guerre mondiale, il parvient à quitter Lille occupée. Il participe ensuite à la préparation de la loi sur les dommages de guerre en tant que membre d'une commission extraparlementaire et président de l'Union économique du Nord et du Pas-de-Calais pour la défense des sinistrés et l'élaboration de la loi sur les dommages de guerre.
Gustave Dubar a présidé le conseil d'administration du Crédit du Nord entre 1898 et 1921.
Il a successivement reçu les insignes de chevalier (1884), d'officier (1897) puis de commandeur (1914) de la Légion d'honneur.
Malade, il meurt le 11 février 1921 à Paris, au no 44 de l'avenue du Bois-de-Boulogne. À Lille, il habitait dans un hôtel particulier situé au no 51 du boulevard de la Liberté, à l'angle de la rue de Tenremonde.